# Berengaria de Navara
Berengaria de Navara (spaniolă Berenguela, franceză Bérengère; c. 1165–1170 – 23 decembrie 1230) a fost regină a Angliei, soția regelui Richard I al Angliei. A fost fiica cea mare a regelui Sancho al VI-lea de Navara și a reginei Sancha de Castilia.

## Căsătorie
Berengaria s-a căsătorit cu Richard I al Angliei la 12 mai 1191 și a fost încoronată în aceeași zi de arhiepiscopul de Bordeaux, de episcopul de Evreuxand și de episcopul de Bayonne. Ca în cazul multor soții ale regilor Angliei, se cunosc puține lucruri despre viața ei. Richard a fost logodit înainte cu Prințesa Alys, sora regelui Filip al II-lea al Franței. E posibil ca Alys să fi fost metresa tatălui lui Richard, regele Henric al II-lea, iar unii spun că a fost și mama unui copil nelegitim al lui Henric. Prin urmare, o căsătorie între Richard și Alys a fost imposibilă. Richard a rupt logodna cu Alys în 1190 în timp ce era la Messina.
În 1191, Richard se afla deja în cea de-a treia cruciadă când mama sa a adus-o pe Berengaria. Ele au ajuns la Messina în Sicilia în timpul Postului mare (când căsătoria nu putea avea loc) unde a ajuns și sora lui Richard, Joan, regina văduvă a Siciliei. În drum spre Țara Sfântă, nava care transporta pe Berengaria și pe Joan a eșuat în largul coastei Ciprului și au fost amenințate de conducătorul insulei, Isaac Comnenus. Richard a venit să le salveze, a cucerit insula, l-a răsturnat pe Comnen și s-a căsătorit cu Berengaria la Limassol.
1. ↑  Le Mans Le nom des rues raconte l'histoire[*], p. 12 Verificați valoarea |titlelink= (ajutor)